# Fisicoquímica
La fisicoquímica, también llamada química física, es una subdisciplina de la química que estudia la materia empleando conceptos físicos y químicos.
Según Gilbert N. Lewis, «la fisicoquímica es cualquier cosa interesante», con lo cual probablemente se refería al hecho de que muchos fenómenos de la naturaleza con respecto a la materia son de principal interés en la fisicoquímica.
La fisicoquímica representa una rama donde ocurre un cambio de diversas ciencias, como la química, la física, termodinámica, electroquímica y mecánica cuántica donde las funciones matemáticas pueden representar interpretaciones a nivel molecular y atómico estructural. Cambios en la temperatura, presión, volumen, calor y trabajo en los sistemas, sólido, líquido y/o gaseoso se encuentran también relacionados con estas interpretaciones de interacciones moleculares.
Al físico estadounidense del siglo XIX Willard Gibbs también se le considera el padre fundador de la fisicoquímica, pues en su publicación de 1876, On the Equilibrium of Heterogeneous Substances (Estudio sobre el equilibrio de sustancias heterogéneas) acuñó términos como energía libre, potencial químico y regla de las fases, que años más tarde serían de principal interés de estudio en esta disciplina.
La fisicoquímica moderna tiene firmes bases en la física pura. Áreas de estudio muy importantes en ella incluyen a la termoquímica (termodinámica química), cinética y dinámica química, química cuántica, mecánica estadística, electroquímica, magnetoquímica, energética, química del estado sólido y de superficies, y espectroscopia. La fisicoquímica forma parte fundamental en el estudio de la ciencia de materiales.

## Historia de la fisicoquímica

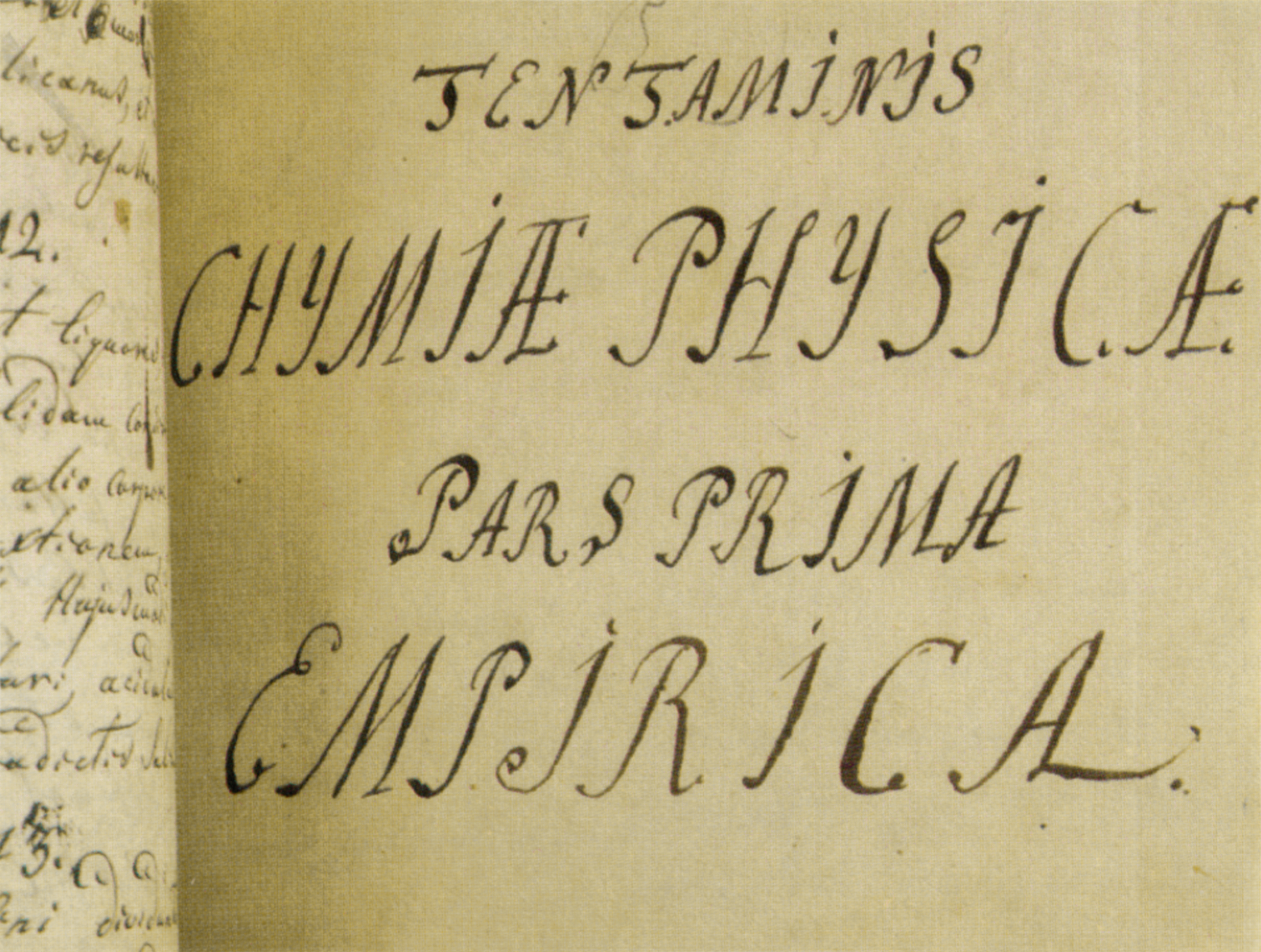
Imagen del manuscrito de Mijaíl Lomonósov donde aparece por primera vez en 1752 el término "Fisicoquímica".

Se le atribuye el uso del término "fisicoquímica" por primera vez en enero de 1752. No se constituyó como especialidad independiente de química hasta principios del siglo XX. Se pueden tomar como punto de partida de la nueva especialidad las fechas de creación de dos de las primeras revistas que incorporaron este nombre a su título: la alemana Zeitschrift für physikalische Chemie, dirigida por Wolfgang Ostwald y Jacobus Henricus van 't Hoff, que inició su publicación en 1887, y la estadounidense Journal of Physical Chemistry A, dirigida por Wilder Dwight Bancroft desde 1896. A pesar de ello, durante todo el siglo XIX se realizaron notables aportaciones a algunos de los campos que habitualmente suelen reunirse como parte de la fisicoquímica, tales como la electroquímica, la termoquímica o la cinética química. Varios institutos y universidades alemanas dedicaron recursos específicamente en el campo de la química física a sugerencia de Walther Nernst, eso fue en una rápida sucesión, como en Gotinga (1891), Dresde (1900), Karlsruhe (1900), Berlín (1905), Aquisgrán (1906), Breslavia (1910) y en otros lugares.
La obra de Alessandro Volta, especialmente la pila que lleva su nombre, fue el punto de partida de muchos trabajos en los que se estudió los efectos de la electricidad sobre los compuestos químicos. A principios del siglo XIX, Humphry Davy hizo pasar la corriente eléctrica a través de sosa cáustica y potasa fundida, lo que le permitió estudiar dos nuevos metales: el sodio y el potasio. Su principal discípulo y su sucesor en la Royal Institution fue Michael Faraday, que continuó las investigaciones de su maestro. En un artículo publicado en 1834, Faraday propuso sus dos conocidas leyes sobre la electrólisis. La primera afirma que la cantidad de sustancia que se deposita en un electrodo es proporcional a la cantidad de carga eléctrica que atraviesa el circuito. En su segunda ley, Faraday afirma que la cantidad de carga eléctrica que provoca el desprendimiento de un gramo de hidrógeno produce el desprendimiento de una cantidad igual al equivalente electroquímico de otras sustancias.
Los trabajos realizados por Antoine Lavoisier y Pierre-Simon Laplace habitualmente se consideran el punto de partida de la termoquímica. Diseñaron un nuevo instrumento, el calorímetro, en el que podía realizar mediciones sobre la cantidad de "calórico" desprendido durante las reacciones químicas. Laplace y Lavoisier pensaban que el calórico era uno de los elementos imponderables y que los gases eran compuestos de calórico y el elemento correspondiente. En la primera mitad del siglo XIX, se abandonó la idea del calórico y comenzaron a realizarse las investigaciones que permitieron el establecimiento de las leyes de la termodinámica. La aplicación de estas investigaciones a los procesos químicos permitió el surgimiento de la termoquímica, gracias a la obra de autores como Marcelin Berthelot o Henry Le Châtelier.
Uno de los primeros trabajos dedicados al estudio de la cinética química fue el realizado por Ludwig Ferdinand Wilhelmy sobre la velocidad de cambio de configuración de determinados azúcares en presencia de un ácido. A mediados del siglo XIX, Wilhelmy llegó a la conclusión de que la velocidad del cambio era proporcional a la concentración del azúcar y del ácido y que también variaba con la temperatura. La colaboración entre un químico, George Vernon Harcourt, y un matemático, William Esson, permitió la introducción de ecuaciones diferenciales en el estudio de la cinética química. Esson fue el introductor de los conceptos de reacciones de "primer orden", cuya velocidad es proporcional a la concentración de un solo reactivo, y de reacciones de "segundo orden", en las cuales la velocidad es proporcional al producto de dos concentraciones. En los últimos años del siglo XIX, los trabajos de Jacobus Henricus van't Hoff tuvieron una gran influencia en este y otros campos de la química. Entre sus aportaciones, se encuentra la introducción del método diferencial para el estudio de la velocidad de las reacciones químicas y su famosa ecuación que permite relacionar la velocidad y la temperatura de la reacción.
El desarrollo de la mecánica cuántica y su aplicación al estudio de los fenómenos químicos ha sido uno de los cambios más notables que se han producido en la química del siglo XX. Entre los científicos que más aportaciones han realizado en este sentido se encuentra Linus Pauling, autor de libros tan significativos como su Introduction to Quantum Mechanics, With Applications to Chemistry (1935) o The Nature of the Chemical Bond and the Structure of Molecules and Crystals (1939). Entre otras muchas aportaciones, Linus Pauling fue el introductor del moderno concepto de electronegatividad.

## Conceptos clave
Los conceptos clave de la química física son las formas en que la física pura se aplica a los problemas químicos.
Uno de los conceptos clave de la química clásica es que todas los compuestos químicos pueden describirse como grupos de átomos enlazados entre sí y las reacciones químicas pueden describirse como la creación y ruptura de esos enlaces. Predecir las propiedades de los compuestos químicos a partir de una descripción de los átomos y de cómo se unen es uno de los principales objetivos de la química física. Para describir los átomos y los enlaces con precisión, es necesario saber dónde están los núcleos de los átomos y cómo se distribuyen los electrones a su alrededor.

La química cuántica, un subcampo de la química física que se ocupa especialmente de la aplicación de la mecánica cuántica a los problemas químicos, proporciona herramientas para determinar la fuerza y la forma de los enlaces, cómo se mueven los núcleos y cómo puede absorber o emitir la luz un compuesto químico. La espectroscopia es la subdisciplina relacionada de la química física que se ocupa específicamente de la interacción de la radiación electromagnética con la materia.
Otro conjunto de cuestiones importantes en química se refiere a qué tipo de reacciones pueden producirse espontáneamente y qué propiedades son posibles para una determinada mezcla química. Esto se estudia en la termodinámica química, que establece límites en cantidades como hasta dónde puede proceder una reacción, o cuánta energía puede convertirse en trabajo en un motor de combustión interna, y que proporciona vínculos entre propiedades como el coeficiente de expansión térmica y la tasa de cambio de entropía con la presión para un gas o un líquido. A menudo puede utilizarse para evaluar si el diseño de un reactor o de un motor es factible, o para comprobar la validez de los datos experimentales. Hasta cierto punto, el  cuasi-equilibrio y la termodinámica del no equilibrio pueden describir cambios irreversibles. Sin embargo, la termodinámica clásica se ocupa sobre todo de los sistemas en equilibrio y de los cambios reversibles y no de lo que realmente ocurre, o de la rapidez con que lo hace, fuera del equilibrio.
Qué reacciones ocurren y a qué velocidad es el tema de la cinética química, otra rama de la química física. Una idea clave en la cinética química es que para que los reactantes reaccionen y formen productos, la mayoría de las especies químicas deben pasar por estados de transición que son más altos en energía que los reactivos o los productos y sirven como barrera para la reacción. En general, cuanto mayor sea la barrera, más lenta será la reacción. Una segunda es que la mayoría de las reacciones químicas ocurren como una secuencia de reacciones elementales, cada una con su propio estado de transición. Las preguntas clave en cinética incluyen cómo la velocidad de reacción depende de la temperatura y de las concentraciones de reactivos y catalizadores en la mezcla de reacción, así como cómo los catalizadores y las condiciones de reacción pueden ser diseñados para optimizar la velocidad de reacción.
El hecho de que la rapidez con la que se producen las reacciones pueda especificarse a menudo con sólo unas pocas concentraciones y una temperatura, en lugar de necesitar conocer todas las posiciones y velocidades de cada molécula en una mezcla, es un caso especial de otro concepto clave en la química física, que es que, en la medida en que un ingeniero necesita saberlo, todo lo que ocurre en una mezcla de un número muy grande, quizás del orden de la constante de Avogadro, 6 x 1023, de partículas puede describirse a menudo con sólo unas pocas variables como la presión, la temperatura y la concentración. Las razones precisas de esto se describen en la mecánica estadística, una especialidad dentro de la química física que también comparte con la física. La mecánica estadística también proporciona formas de predecir las propiedades que vemos en la vida cotidiana a partir de las propiedades moleculares sin depender de las correlaciones empíricas basadas en las similitudes químicas.

## Secciones de la química física
La química física aplica la termodinámica al estudio de los gases, de las soluciones y de las reacciones químicas, cuantificando los aspectos energéticos de estas últimas y llegando a prever la eventual espontaneidad o las condiciones de espontaneidad teórica. La termodinámica consiente también de tratar el equilibrio químico y el equilibrio entre las fases. El uso de la mecánica cuántica no sólo permite de interpretar los espectros atómicos y moleculares, sino haciendo uso del suyo riguroso formalismo matemático permite también de describir el enlace químico y de predecir importantes propiedades de las moléculas cuáles sus estabilidades y reactividades. La espectroscopia permite determinar experimentalmente la estructura y composición de las moléculas, mientras la cinética química estudia la velocidad de las reacciones y el conjunto de procesos elementales que ocurren durante una reacción química cuando a partir de reactivos se obtienen los productos finales. La electroquímica es otra importante área de la química física que se ocupa de las implicaciones de los fenómenos eléctricos en ámbito químico.

### Química coloidal
La química coloidal (del griego, κόλλα) es el nombre tradicional de la química física de sistemas dispersos y fenómenos superficiales que se producen a la interfaz. Se estudia la adhesión, la adsorción, la humectación, la coagulación, la electroforesis y el desarrollo de tecnologías de materiales de construcción, los enseres de perforación, el proceso de solo-hielo. La química coloidal moderna es una ciencia que se encuentra en el punto de interacción entre la química, la física y la biología.
Las principales tendencias de la química coloidal moderna son:
- La termodinámica de los fenómenos de superficie.
- Estudio de la adsorción del tensioactivo.
- Estudio de la formación y la estabilidad de los sistemas dispersos, sus propiedades cineticomolecular, ópticas y eléctricas.
- Mecánica físico-química de estructuras dispersas.
- Desarrollo de la teoría y los mecanismos moleculares de los procesos que ocurren en los sistemas dispersos bajo la influencia de los agentes tensioactivos, las cargas eléctricas, resistencia mecánica, etc.

### Química del cristal
Es la ciencia de las estructuras cristalinas y su relación con la naturaleza de la materia. Como una rama de la química, la química del cristal está estrechamente relacionada con los estudios de cristalografía y la disposición espacial de los átomos y los enlaces químicos en los cristales, así como la dependencia de las propiedades físicas y químicas de las sustancias cristalinas en su estructura. Con la ayuda de la difracción de rayos X, de la difracción de electrones y neutrones, y de la difracción cristalina estructural, determinar los valores absolutos de las distancias interatòmiques y los ángulos entre las líneas de enlaces químicos (ángulos de enlace). Esta sección de la química tiene abundante material sobre las estructuras cristalinas de más de 425.000 compuestos, más de la mitad de los cuales son compuestos inorgánicos.
Los objetivos de la química del cristal son:
- taxonomía y la descripción de las estructuras cristalinas observadas en estos tipos de enlaces químicos;
- interpretación de las estructuras cristalinas (identificación de los factores que determinan la estructura de un material cristalino) y la predicción;
- estudio de las propiedades físicas y químicas de los vidrios con su estructura y la naturaleza del enlace químico.

### Radioquímica
La radioquímica es la parte de la química física que trabaja con pequeñas cantidades de sustancias, en soluciones muy diluidas, de fuentes de radiación ionizante. La radiactividad de los compuestos estudiados puede ser radioquímica y requiere el uso de métodos altamente sensibles y específicos para medir sus cantidades microscópicas, con métodos de análisis automatizados.

### Termoquímica

La medida relativa del átomo de helio y su núcleo

Es una sección de la química, que tiene como misión los siguientes puntos:
- Identificar y estudiar los efectos térmicos de las reacciones.
- El establecimiento de sus relaciones con los diversos parámetros fisicoquímics.
- Medir el calentamiento de sustancias y el establecimiento de su calor de transiciones de fase.

### Estudio de la estructura del átomo
Esta disciplina se encarga del estudio de las partículas microscópicas de la materia y la demasiada, la parte más pequeña de uno elemento químico, que es el portador de sus propiedades: el átomo. Un átomo consta de uno núcleo y electrones. Si el número de protones en el núcleo es igual al número de electrones en un átomo es eléctricamente neutro en general. En caso contrario, tiene parte de carga positiva o negativa. En algunos casos, por átomos eléctricamente neutros sólo entender el sistema en que la carga del núcleo es igual a la carga total de los electrones, el que los contraste con los iones cargados eléctricamente.

### Estudio de la corrosión de metales

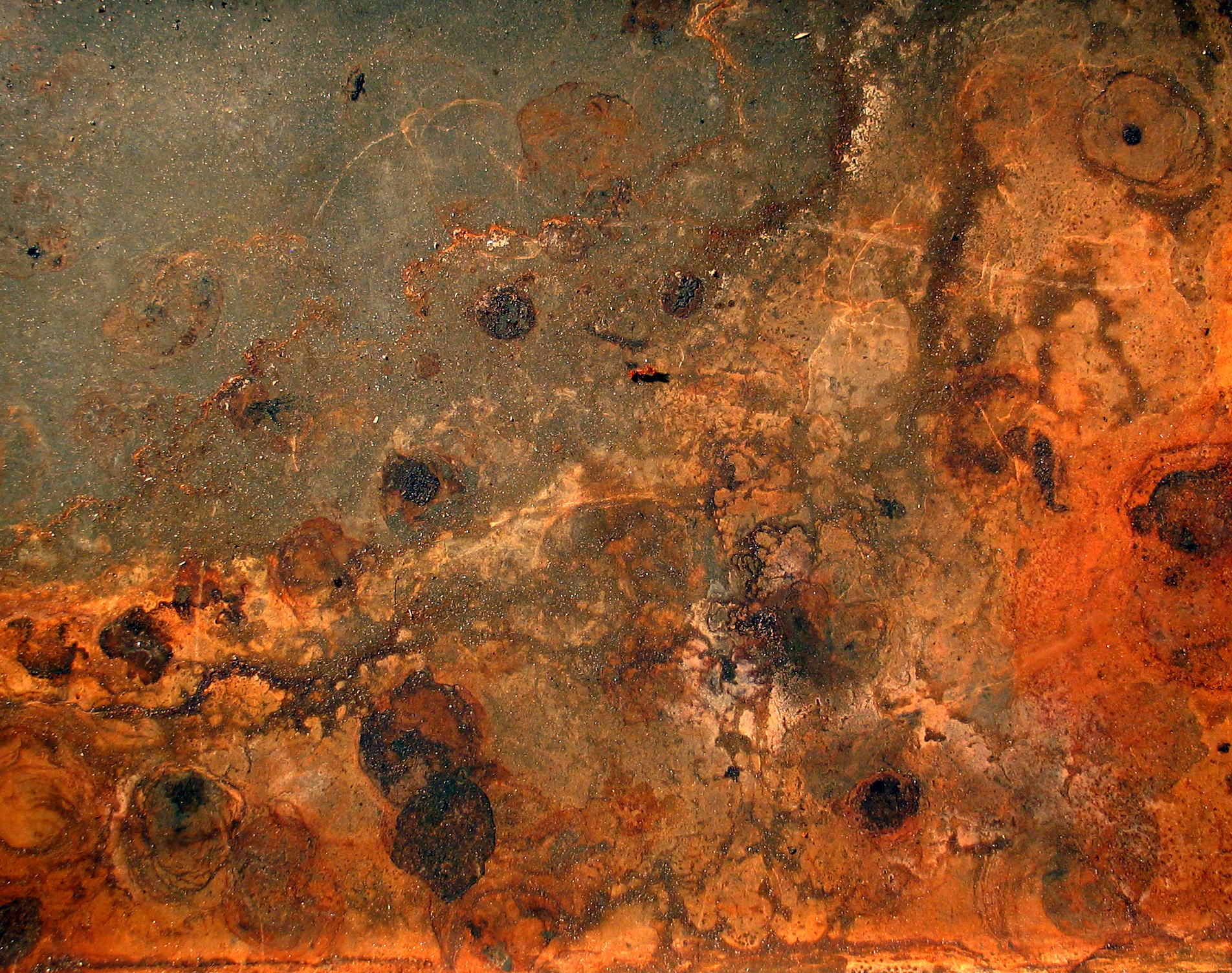
Corrosión.

En esta parte de la química física se estudia la corrosión de los metales por interacción química o fisicoquímica con el medio ambiente. La causa de la corrosión es la inestabilidad termodinámica de los materiales de construcción a los efectos de las sustancias que están en contacto con su entorno. En la vida cotidiana, las aleaciones de hierro (acero) a menudo usan el término "plazca". Los casos menos conocidos de la corrosión de los polímeros. En cuanto a ellos hay el concepto del "envejecimiento", similar al término "corrosión" para los metales. La velocidad de corrosión, así como cualquier reacción química es altamente dependiente de la temperatura. El aumento de la temperatura a 100 °C puede aumentar la velocidad de corrosión en varios órdenes.

### Estudio de las soluciones
Esta disciplina estudia las soluciones, una mezcla homogénea que consiste en partículas de productos de soluto, disolvente y de su interacción. La formación de un tipo particular de solución se determina por la intensidad de la intermolecular interatómica, u otro tipo de interacción de iones de litio, es decir, las mismas fuerzas que determinan la aparición de un estado particular de la agregación.
Las diferencias: la formación de una solución depende de la naturaleza y la intensidad de la interacción entre las partículas de diferentes sustancias.
Las soluciones son gases, líquidos y sólidos.

### Química cinética
La cinética de las reacciones químicas es la parte de la química física, que se encarga del estudio de las leyes de las reacciones químicas en el tiempo, en función de las leyes del medio ambiente externo, como también los mecanismos de las reacciones.

### Fotoquímica

Luz

Parte de la química de altas energías, es la sección de la química física que estudia las reacciones químicas (química de los estados excitados de moléculas, reacciones fotoquímicas) que se producen bajo la influencia de la luz en el rango desde el ultravioleta hasta el infrarrojo. Muchos de los procesos más importantes del medio ambiente y nosotros tienen una naturaleza fotoquímica. Sólo hay que mencionar cosas como la fotosíntesis, los ojos y el ozono y la irradiación UV.
Leyes de la fotoquímica:
- Cambios fotoquímicos se producen sólo bajo la acción de la luz absorbida por el sistema.
- Cada fotón es absorbido en el acto primario es capaz de activar una sola molécula.
- La absorción de un fotón de cada molécula tiene una cierta probabilidad de la liquidación o de la camiseta más bajo (con multiplicidad 1) del estado o del triplete más bajo (con multiplicidad 3) de estado.
- La mayoría de los procesos fotoquímicos orgánicos en solución intervenir, ni el primero sido singlet excitado, o el primero sido excitado triplete.

### Lista de disciplinas
En resumen, las principales áreas de interés de la química física se pueden enumerar de la siguiente manera:
- Mecánica cuántica y química cuántica
- Química computacional
- Termodinámica y termoquímica
- Mecánica estadística
- Cinética química
- Dinámica molecular
- Electroquímica
- Espectroscopia molecular
- Fenómenos de transporte
- Química del estado sólido y superficies
- Química de la interfase
- Química coloide
- Fotoquímica
- Femtoquímica
- Química supramolecular
- Química nuclear
- Sonoquímica
- Astroquímica
- Química estructural
- Transiciones de fase
- Magnetoquímica

## Problemas a resolver por la Fisicoquímica
Algunas de las relaciones que la química física se esfuerza por resolver incluyen los efectos de:
1. Fuerza intermoleculares que actúan sobre las propiedades físicas de los materiales (plasticidad,  resistencia a la tracción, tensión superficial en líquidos).
2. Cinética de reacción sobre la Tasa de una reacción.
3. La identidad de los iones y la conductividad eléctrica de los materiales.
4. Ciencia de superficies y electroquímica de las membranas celularess.[19]
5. Interacción de un cuerpo con otro en términos de cantidades de calor y trabajo llamados termodinámicos.
6. Transferencia de calor entre un sistema químico y su entorno durante el cambio de fase o reacción química que tiene lugar llamada termoquímica.
7. Estudio de las propiedades coligativas del número de especies presentes en la solución.
8. El número de fases, el número de componentes y el grado de libertad (o varianza) pueden correlacionarse entre sí con ayuda de la regla de las fases.
9. Reacciones de célula electroquímica.

## Fisicoquímicos destacados
- Svante Arrhenius
- Peter Debye
- Paul John Flory
- Jonathan Flower
- Rosalind Franklin
- Josiah Willard Gibbs
- Erich Hückel
- Jacobus Henricus van't Hoff
- Lars Onsager
- Wilhelm Ostwald
- Linus Pauling
- Joachim Sauer

## Revistas
Algunas revistas que se ocupan de la química física incluyen:
- Zeitschrift für Physikalische Chemie (1887)
- Journal of Physical Chemistry A (desde 1896 cómo Journal of Physical Chemistry, redenominada el 1997)
- Physical Chemistry Chemical Physics (desde 1999, anteriormente Faraday Transactions con una historia que se remonta en 1905)
- Macromolecular Chemistry and Physics (1947)
- Annual Review of Physical Chemistry (1950)
- Molecular Physics (1957)
- Journal of Physical Organic Chemistry (1988)
- Journal of Physical Chemistry B (1997)
- ChemPhysChem (2000)
- Journal of Physical Chemistry C (2007)
- Journal of Physical Chemistry Letters (desde 2010, cartas combinadas previamente publicados en las revistas independientes)

Las revistas históricas que cubrían la química y la física incluyen Annales de Chimie et de physique (iniciada en 1789, publicada bajo el nombre dado aquí 1815-1914).